# Мария Булонская
Мари́я де Блуа́ (фр. Marie de Blois; 1136—1182) — дочь английского короля Стефана Блуаского, графиня Булони в 1159—1170 гг.

## Биография

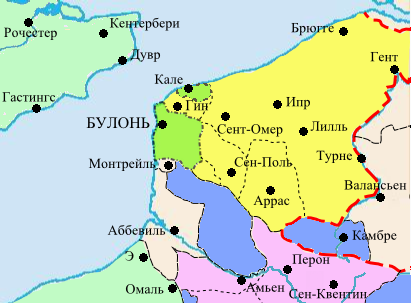
Булонское графство в середине XII века
Территория графства Булонь
Прочие территории Фландрского графства
Англо-Нормандская монархия
Владения графов Вермандуа
Церковные земли

Мария была дочерью Стефана Блуаского, короля Англии в 1135—1154 гг., и Матильды Булонской, графини Булони. В юности Мария была отправлена в монастырь и в 1155 году была избрана аббатисой монастыря Ромси в Гемпшире. После смерти своего брата Вильгельма де Блуа в 1159 году Мария, как единственная оставшаяся в живых представительница Булонской линии дома де Блуа-Шампань, унаследовала Булонское графство. Помимо собственно территории этого графства на французском побережье Ла-Манша, Мария унаследовала также обширные владения дома де Блуа в Англии. Мортен и нормандские земли рода, однако, не были переданы Марии и стали владением Генриха II, нормандского герцога и английского короля.
В 1160 году Мария была похищена из монастыря и стала женой амбицизного авантюриста Матьё Эльзасского, младшего сына Тьерри, графа Фландрии, сюзерена Булонского графства. Матье был провозглашён графом-соправителем Булони. Мгновенно разразился скандал. Архиепископ Реймсский отлучил от Церкви супружескую пару и священников их обвенчавших. Крайне раздражён был даже отец Матьё, который отказался передавать ему и его жене графство Ланс, составлявшее часть наследства Марии. Матьё и Мария, однако, не собирались расставаться. В 1168 году на Булонь был наложен интердикт и Матьё был вынужден сдаться. В 1169 году брак был расторгнут, Мария вернулась в монастырь. В следующем году брак был официально аннулирован, но две дочери Марии признаны законнорожденными. До конца своей жизни в 1182 году Мария оставалась монахиней в бенедиктинском монастыре Св. Остреберты в Монтрёе. Матье сохранил за собой титул графа Булони, а после его смерти в 1173 году во время вторжения в Нормандию Булонское графство досталось старшей дочери Марии и Матье Иде.

## Семья
Мария Булонская была замужем (1160) за Матье Эльзасским (ум. 1173), сыном Тьери Эльзаского, графа Фландрии. В 1169 г. их брак был аннулирован. Дети Марии и Матье:
- Ида Булонская (ум. 1216), графиня Булони (с 1173), замужем первым браком (1181) за Герхардом Гелдернским (ум. 1181/1182), сыном Генриха I, графа Гелдерна и Цутфена; вторым браком (1183) замужем за Бертольдом IV (ум. 1186), герцогом Царингена; третьим браком (1190) замужем за Рено де Даммартеном (ум. 1217), впоследствии графом Омальским и графом де Мортен, соратником, а позднее противником французского короля Филиппа II. Первые два брака Иды оказались бездетными, от Рено де Даммартена у неё была дочь Матильда (ум. 1260), которая унаследовала Булонское графство после смерти отца.
- Матильда Булонская (1170—1210), замужем (1179) за Генрихом I (ум. 1235), герцогом Брабанта. Матильда и Генрих I Брабантский имели нескольких детей. Их дочь Аделаида в 1260 г. была признана наследницей Булонского графства после пресечения потомства Иды Булонской.